# Mount Ernest Ross
Mount Ernest Ross är ett berg i Kanada.   Det ligger i provinsen Alberta, i den centrala delen av landet, 3 000 km väster om huvudstaden Ottawa. Toppen på Mount Ernest Ross är 2 375 meter över havet, eller 82 meter över den omgivande terrängen. Bredden vid basen är 0,68 km.
Terrängen runt Mount Ernest Ross är bergig norrut, men söderut är den kuperad.Trakten runt Mount Ernest Ross är nära nog obefolkad, med mindre än två invånare per kvadratkilometer.. Det finns inga samhällen i närheten. 
Trakten runt Mount Ernest Ross består i huvudsak av gräsmarker.